# Beaulieu-sur-Loire
Beaulieu-sur-Loire is een gemeente in het Franse departement Loiret (regio Centre-Val de Loire). De gemeente telde 1.750 inwoners op 1 januari 2022.

## Geografie
De oppervlakte van Beaulieu-sur-Loire bedroeg op 1 januari 2022 48,83 vierkante kilometer; de bevolkingsdichtheid was toen 35,8 inwoners per km².

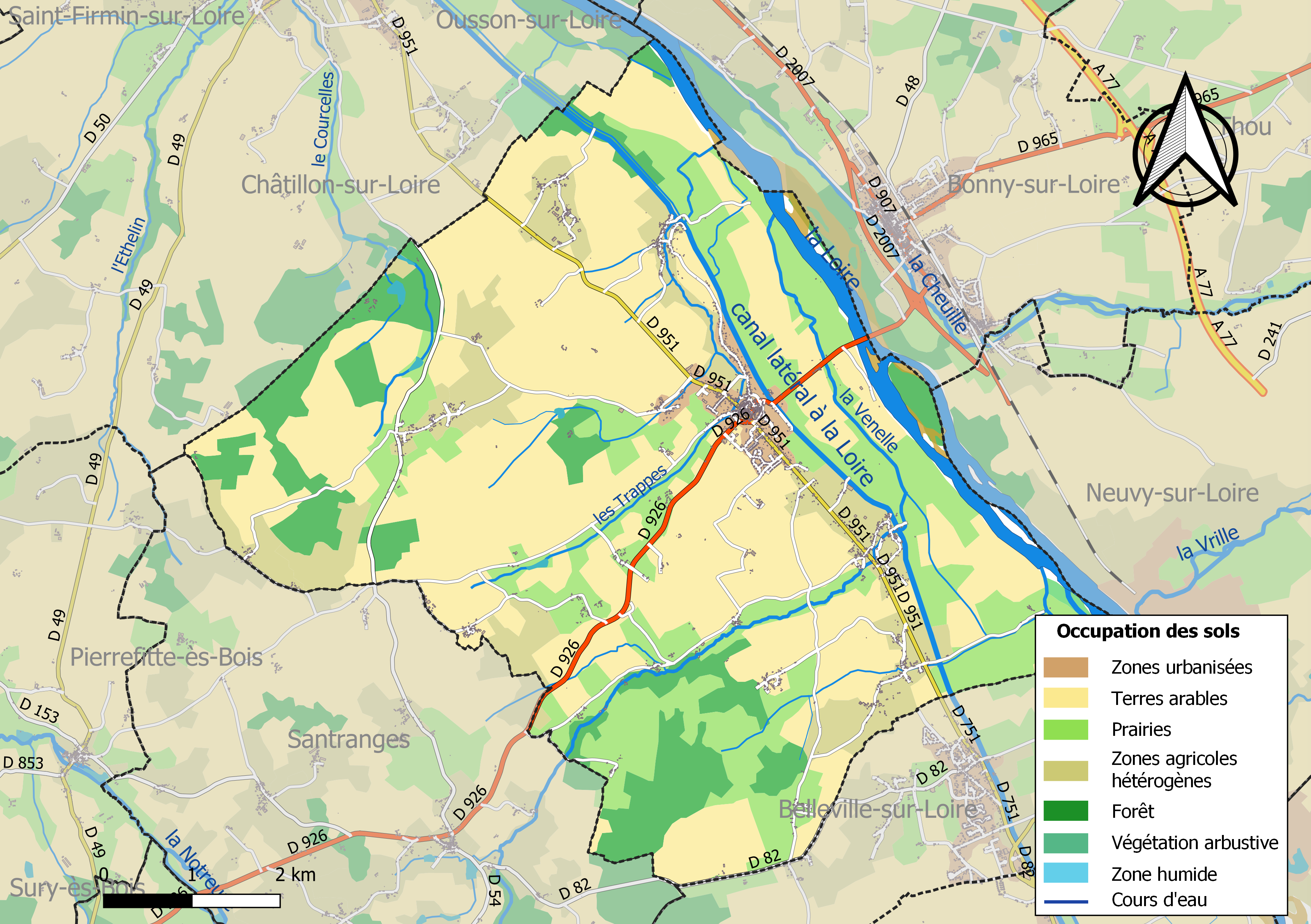
Kaart van de gemeente met de belangrijkste infrastructuur, bodemgebruik en omliggende gemeenten

## Demografie
Onderstaande figuur toont het verloop van het inwoneraantal van Beaulieu-sur-Loire vanaf 1962.

Bron: Frans bureau voor statistiek. Cijfers inwoneraantal volgens de definitie population sans doubles comptes (zie de gehanteerde definities)